# Balada soldatului
Balada soldatului (titlul original: în rusă Баллада о солдате, transliterat: Ballada o soldate)  este un film dramatic sovietic de război, realizat în 1959 de regizorul Grigori Ciuhrai, protagoniști fiind actorii Vladimir Ivașov, Janna Prohorenko, Antonina Maksimova și Evgheni Urbanski. 

## Conținut
O mamă în doliu se plimbă pe singurul drum care leagă satul ei de lumea exterioară. Cu toate acestea, ea nu așteaptă pe nimeni, deoarece fiul ei a căzut departe în timpul celui de-al doilea război mondial. Filmul povestește retrospectiv povestea acestui soldat. 
Telefonistul de 19 ani, Alioșa Skvorțov, raportează prin telefon companiei sale, în ciuda pericolului în care se afla, atacul a patru tancuri inamice. Încercând să se retragă, reușește să distrugă două tancuri. Pentru curajul său, generalul îi spune că îl va propune pentru medaliere. Alioșa în schimb, îl roagă pe acesta că mai bine ar dori o zi de permisie, să meargă la Sosnovka, să o vadă pe mama sa. Nu a putut să-și ia rămas bun de la ea când a venit pe front. În plus, ea i-a scris într-o scrisoare că acoperișul casei s-a stricat și plouă în casă. Ar vrea să repare acoperișul și apoi să se întoarcă pe front. Generalul îi dă patru zile pentru călătoria de dus-întors și două zile pentru repararea acoperișului, așa că Alioșa pornește spre casă. 
Un soldat, Petrov, îi dă o scrisoare și întreaga rație de săpun a plutonului, rugându-l să facă o escală și să le ducă soției sale, Elisaveta.  La primul schimb de tren, Alioșa îl întâlnește pe Vasia, care a pierdut un picior în război și dezamăgit de acest fapt, nu vrea să se întoarcă la soția sa. Alioșa îl ajută să-și schimbe gândurile și este martorul cum soția lui Vasia îl îmbrățișează cu drag, spunându-i că e bucuroasă că a supraviețuit. 
Continuarea călătoriei devine dificilă pentru Alioșa, următorul tren care merge în vecinătatea satului său, este unul care transporta fân pentru caii de pe front. Numai prin mituirea gardianului trenului cu conserve de carne, poate călători mai departe.  Într-o altă haltă, tânăra Șura sare în vagon, să călătorească clandestin. Văzându-l pe Alioșa ascuns în fân, se sperie și vrea să sară din mers, dar acesta o liniștește spunând că nu-i face nici un rău. Ea pretinde că vrea să-l viziteze pe prietenul ei, care e pilot rănit, într-un spital. În timpul călătoriei ambii se cunosc mai bine și se simpatizează reciproc. La o oprire, Alioșa coboară să-i aducă apă, dar întârzie, astfel încât trenul pleacă fără el. O bătrână îl duce cu camionul până la următoarea stație. Aici o găsește pe Șura care coborâse cu bagajele din tren, să îl aștepte. 
Amintindu-și că trebuie să ducă săpunul soției lui Petrov, Elisaveta, merge împreună cu Șura să o caute. Casa fiind distrusă de bombardament, sunt călăuziți de un băiețel la noua adresă. Este șocat când își dă seama că soția lui Petrov conviețuiește cu alt bărbat și supărat ia înapoi săpunul de la ea. Merg la spitalul unde era internat tatăl bolnav al lui Petrov, povestindu-i despre presupusa popularitate a fiului său, despre care de fapt nu știa nimic cu adevărat, și ascunde acestuia comportamentul Elizavetei. Ajunși din nou la gară se despart, Șura recunoscând că de fapt nu are nici un prieten pilot și că merge la o mătușă, spunându-i unde să-i scrie. Doar în tren, Alioșa își dă seama că Șura a vrut prin asta să-și mărturisească dragostea pentru el.
Înainte cu vreo zece kilometri de satul său, trenul este bombardat. Alioșa ajută la salvarea a numeroși călători și pornește dimineața următoare spre satul său. Este luat de un șofer care îl așteaptă până se întâlnește cu mama sa, ca apoi să-l ducă la terenul de înapoiere pe front. Astfel are doar atâta timp cât să-și îmbrățișeze mama și să schimbe câteva cuvinte cu ea. După câteva minute, Alioșa părăsește din nou satul, promițând mamei sale că se va întoarce. 

## Distribuție
- Vladimir Ivașov – Alexeï Skvorțov, zis Alioșa
- Janna Prohorenko – Șura
- Antonina Maksimova – Katerina Skvorțova, mama lui Alioșa
- Nikolaï Kriucikov – generalul
- Evgheni Urbanski – Vasia, invalidul de război
- Elza Lejdei – Lisa, soția lui Vasia
- Valentina Markova – Zoia, vecina lui Skvorțov
- Aleksandr Kuznețov – Gavrilkin, garda
- Evgheni Teterin – locotenentul
- Vladimir Kacipour – un soldat
- Evgheni Evstigneev – conducătorul de camion
- Radner Muratov – auto-stopistul
- Ghenadi Iuhtin – Serghei Pavlov, soldat
- Maria Kremneva – Elisaveta Petrovna, soția lui Sergueï Pavlov
- Vladimir Pokrovski – tatăl lui Pavlov
- Gheorghi Iumatov – un militar
- Valentina Teleghina – șoferița în vârstă
- Lev Borissov – soldatul glumeț din tren
- Ekaterina Savinova – șefa de vagon

## Premii și nominalizări
- 1960 Festivalul de Film de la Cannes - Premiul special al juriului[1]
- 1960 Al 5-lea Festivalul Internațional de Film din San Francisco, Golden Gate Award pentru cel mai bun film și Golden Gate Award cel mai bun regizor
- 1961 Premiul BAFTA pentru cel mai bun film
- 1961 Bodil Awards pentru cel mai bun film european
- 1961 Nominalizare la Premiul Oscar pentru cel mai bun scenariu original, lui Grigori Ciuhrai și Valentin Ejov